# Patrik Kuril (triatleta)
Patrik Kuril es un deportista eslovaco que compitió en triatlón. Ganó una medalla de oro en el Campeonato Europeo de Triatlón de Invierno de 2004.

## Palmarés internacional
| Campeonato Europeo | Campeonato Europeo | Campeonato Europeo | Campeonato Europeo |
| Año                | Lugar              | Medalla            | Prueba             |
| ------------------ | ------------------ | ------------------ | ------------------ |
| 2004               | Wildhaus (Suiza)   | Medalla de oro     | Individual         |